# Ahmed El-Kass
Ahmed Abdou El-Kass (ar. أحمد الكأس, ur. 8 lipca 1965 w Aleksandrii) – piłkarz egipski grający na pozycji ofensywnego pomocnika lub napastnika.

## Kariera klubowa
Karierę piłkarską El-Kass rozpoczął w klubie Olympic Club Aleksandria. W 1983 roku zadebiutował w jego barwach w pierwszej lidze egipskiej. W sezonach 1991/1992, 1992/1993 i 1993/1994 trzykrotnie z rzędu wywalczył koronę króla strzelców ligi egipskiej. W El-Olympi grał od 1983 do 1995 roku i zdobył dla niej 78 goli.
Latem 1995 roku El-Kass przeszedł do kairskiego Zamaleku. Przez dwa lata strzelił dla niego 25 goli. W 1996 roku wygrał z nim Afrykańską Ligę Mistrzów (1:2, 2:1 k. 5:4 z nigeryjskim Shooting Stars FC). Z kolei w 1997 roku sięgnął po Superpuchar Afryki. W 1997 roku odszedł do El-Ittihad El-Iskandary. W 2000 roku jako piłkarz tego klubu zakończył karierę piłkarską.

## Kariera reprezentacyjna
W reprezentacji Egiptu El-Kass zadebiutował w 1987 roku. W 1990 roku został powołany przez selekcjonera Mahmouda El-Gohary'ego do kadry na Mistrzostwa Świata we Włoszech. Tam był podstawowym zawodnikiem Egiptu i rozegrał 3 spotkania grupowe: z Holandią (1:1), z Irlandią (0:0) i z Anglią (0:1). W swojej karierze grał także w Pucharze Narodów Afryki 1992, Pucharze Narodów Afryki 1994 i Pucharze Narodów Afryki 1996. W kadrze narodowej rozegrał 104 mecze i strzelił 24 gole.